# Caledonita
La caledonita es un mineral de la clase de los minerales sulfatos. Fue descubierto en 1832 y nombrado a partir del término Caledonia, un antiguo nombre de Escocia, en alusión al descubrimiento inicial de este mineral que tuvo lugar en Escocia.
Químicamente es un sulfato-carbonato hidroxilado de cobre y plomo, formado por oxidación.

## Formación y yacimientos
Es un mineral raro, encontrado como mineral secundario en las zonas de oxidación de los yacimientos de minerales de cobre, Donde forma costras sobre estos minerales. Suele encontrarse, por lo tanto, asociado a minerales del cobre y plomo como la malaquita, cerusita, linarita, anglesita, etc.

## Usos
Codiciado por los coleccionistas por la belleza y colorido de sus cristales, incluso en hábito masivo. Además puede ser utilizado como mena del cobre y plomo para extraer dichos metales.